# Listă de prim-miniștri ai Ungariei
Aceasta este lista premierilor Ungariei.

## Prim-ministri ai Ungariei 1848 -1849
- Lajos Batthyány: 17 martie – 2 octombrie 1848
- Lajos Kossuth: 26 noiembrie 1848 – 1 mai 1849
- Bertalan Szemere: 2 mai – 13 august 1849

## Prim-miniștri aiUngarieisubDubla Monarhie
- Gyula Andrássy: 17 februarie 1867 – 14 noiembrie 1871
- Menyhért Lónyay: 14 noiembrie 1871 – 4 decembrie 1872
- József Szlávy: 4 decembrie 1872 – 1 martie 1874
- István Bittó: 1 martie 1874 – 2 martie 1875
- Baron Béla Wenckheim (Liberal): 2 martie – 20 octombrie 1875
- Kálmán Tisza (Liberal): 20 octombrie 1875 – 13 martie 1890
- Gyula Szapáry (Liberal): 13 martie 1890 – 17 noiembrie 1892
- Sándor Wekerle (Liberal): 17 noiembrie 1892 – 1 ianuarie 1895
- Baron Dezső Bánffy (Liberal): 14 ianuarie 1895 – 26 februarie 1899
- Kálmán Széll (Liberal): 26 februarie 1899 – 27 iunie 1903
- Károly Khuen-Héderváry (Liberal): 27 iunie – 3 noiembrie 1903
- István Tisza (Liberal): 3 noiembrie 1903 – 18 iunie 1905
- Baron Géza Fejérváry: 18 iunie 1905 – 8 aprilie 1906
- Sándor Wekerle (Liberal): 8 aprilie 1906 – 17 ianuarie 1910
- Károly Khuen-Héderváry: 17 ianuarie 1910 – 22 aprilie 1912
- László Lukács (Partidul Național de Muncitori ): 22 aprilie 1912 – 10 iunie 1913
- István Tisza (Partidul Național de Muncitori ): 10 iunie 1913 – 15 iunie 1917
- Móric Esterházy: 15 iunie – 20 august 1917
- Sándor Wekerle: 20 august 1917 – 31 octombrie 1918
- János Hadik: 31 octombrie – 1 noiembrie 1918

## Prima Republică
- Mihály Károlyi (Partid Independent): 1 noiembrie 1918 – 11 ianuarie 1919
- Dénes Berinkey: 18 ianuarie – 22 martie 1919

## Consiliul Republicii
- Sándor Garbai (Comunist): 22 martie – 23 iunie 1919

## Primi-miniștri în regatul ungar interbelic
- Gyula Károlyi (în opție): 5 mai – 12 iulie 1919
- Antal Dovcsák (Comunist): 24 iunie – 1 august 1919
- Dezső Pattantyús–Ábrahám (în opție): 12 iulie – 12 august 1919
- Gyula Peidl (Social Democrat): 1 august – 6 august 1919
- István Friedrich: 7 august – 24 noiembrie 1919
- Károly Huszár (Creștin Social): 24 noiembrie 1919 – 14 martie 1920
- Sándor Simonyi-Semadam: 14 martie – 19 iulie 1920
- Pál Teleki: 19 iulie 1920 – 14 aprilie 1921
- István Bethlen (Partid Unificat): 14 aprilie 1921 – 19 august 1931
- Gyula Károlyi (Partid Unificat): 19 august 1931 – 4 octombrie 1932
- Gyula Gömbös (Partid de Unitate Națională): 4 octombrie 1932 – 6 octombrie 1936
- Kálmán Darányi: 2 noiembrie 1936 – 14 mai 1938
- Béla Imrédy: 14 mai 1938 – 16 februarie 1939
- Pál Teleki (Partidul Viața): 16 februarie 1939 – 3 aprilie 1941
- László Bárdossy: 3 aprilie 1941 – 7 martie 1942
- Miklós Kállay: 9 martie 1942 – 23 martie 1944
- Döme Sztójay: 23 martie – 29 august 1944
- Géza Lakatos: 29 august – 15 octombrie 1944
- Ferenc Szálasi (Partidul Săgetar Cruciat, Fascist): 16 octombrie 1944 – 28 martie 1945
- Béla Miklós (Smallholders' Partid in opoziție, la 13 februarie 1945): 22 decembrie 1944 – 15 noiembrie 1945
- Zoltán Tildy (Partidul Țaranesc): 15 noiembrie 1945 – 1 februarie 1946
- Mátyás Rákosi (MKP, Comunist): 1 februarie – 4 februarie 1946

## Republica II
- Ferenc Nagy (Partidul Țaranesc): 4 februarie 1946 – 31 mai 1947
- Lajos Dinnyés (Partidul Țaranesc): 31 mai 1947 – 10 decembrie 1948

## Republica Populară
- István Dobi (MDP, Comunist): 10 decembrie 1948 – 14 august 1952
- Mátyás Rákosi (MDP, Comunist): 14 august 1952 – 4 iulie 1953
- Imre Nagy (MDP, Comunist): 4 iulie 1953 – 18 aprilie 1955
- András Hegedűs (MDP, Comunist): 18 aprilie 1955 – 24 octombrie 1956
- Imre Nagy (MSZMP, Comunist): 24 octombrie – 4 noiembrie 1956
- János Kádár (MSZMP, Comunist): 4 noiembrie 1956 – 28 ianuarie 1958
- Ferenc Münnich (MSZMP, Comunist): 28 ianuarie 1958 – 13 septembrie 1961
- János Kádár (MSZMP, Comunist): 13 septembrie 1961 – 30 iunie 1965
- Gyula Kállai (MSZMP, Comunist): 30 iunie 1965 – 14 aprilie 1967
- Jenő Fock (MSZMP, Comunist): 14 aprilie 1967 – 15 mai 1975
- György Lázár (MSZMP, Comunist): 15 mai 1975 – 25 iunie 1987
- Károly Grósz (MSZMP, Comunist): 25 iunie 1987 – 23 noiembrie 1988
- Miklós Németh (MSZMP, Comunist-Socialist): 23 noiembrie 1988 – 3 mai 1990

## Republica III
- József Antall (MDF, Conservator): 3 mai 1990 – 12 decembrie 1993
- Péter Boross (MDF, Conservator): 12 decembrie 1993 – 15 iulie 1994
- Gyula Horn (MSZP, Socialist): 15 iulie 1994 – 6 iulie 1998
- Viktor Orbán (Fidesz, Conservator de dreapta): 6 iulie 1998 – 27 mai 2002
- Péter Medgyessy (MSZP, Socialist): 27 mai 2002 – 29 septembrie 2004
- Ferenc Gyurcsány (MSZP, Socialist): 29 septembrie 2004 – 14 aprilie 2009
- Gordon Bajnai (MSZP, Socialist): 14 aprilie 2009 – 29 mai 2010
- Viktor Orbán (Fidesz, Conservator de dreapta): 29 mai 2010 –